# Veyrières (Cantal)
Veyrières es una pequeña localidad y comuna francesa, situada en el departamento de Cantal, distrito de Mauriac, en la región de Auvernia.

## Demografía
| 231 | 228 | 200 | 147 | 136 | 116 |
| Para los censos de 1962 a 1999 la población legal corresponde a la población sin duplicidades (Fuente: INSEE [Consultar]) |     |     |     |     |     |